# Callipus rissonius
Callipus rissonius är en mångfotingart som först beskrevs av Savi 1819.  Callipus rissonius ingår i släktet Callipus och familjen Callipodidae. Inga underarter finns listade i Catalogue of Life.